# 蜈蚣
蜈蚣（Centipede）屬於節肢動物門唇足綱（学名：Chilopoda），為肉食性動物，絕大多數種類為陸生，體型細長，每一段體節擁有一對足。蜈蚣又名百足蟲，但實際上不同品種足數不一，有少於20、也有超過300隻腳的種類。本綱物種最典型的特徵是其首節附肢特化為一對可注射毒液的鉗狀前肢（forcipule），用於獵食及防禦。
蜈蚣的體型有小至數毫米的地蜈蚣與石蜈蚣，也有大至約30公分的蜈蚣目蜈蚣，體色通常是土褐色與棕色及紅色組合，視環境不同會有所變化。
全世界有大約8,000種的蜈蚣，其中3,000種已被描述。蜈蚣的地理分佈十分廣泛，甚至越過北極圈。然而，由於蜈蚣沒有表皮蠟質，水分流失很快，所以需要潮濕的微棲息地以補充水分， 比如土壤、落葉堆、石頭與腐木下等，絕大多數為夜行性。

## 特徵

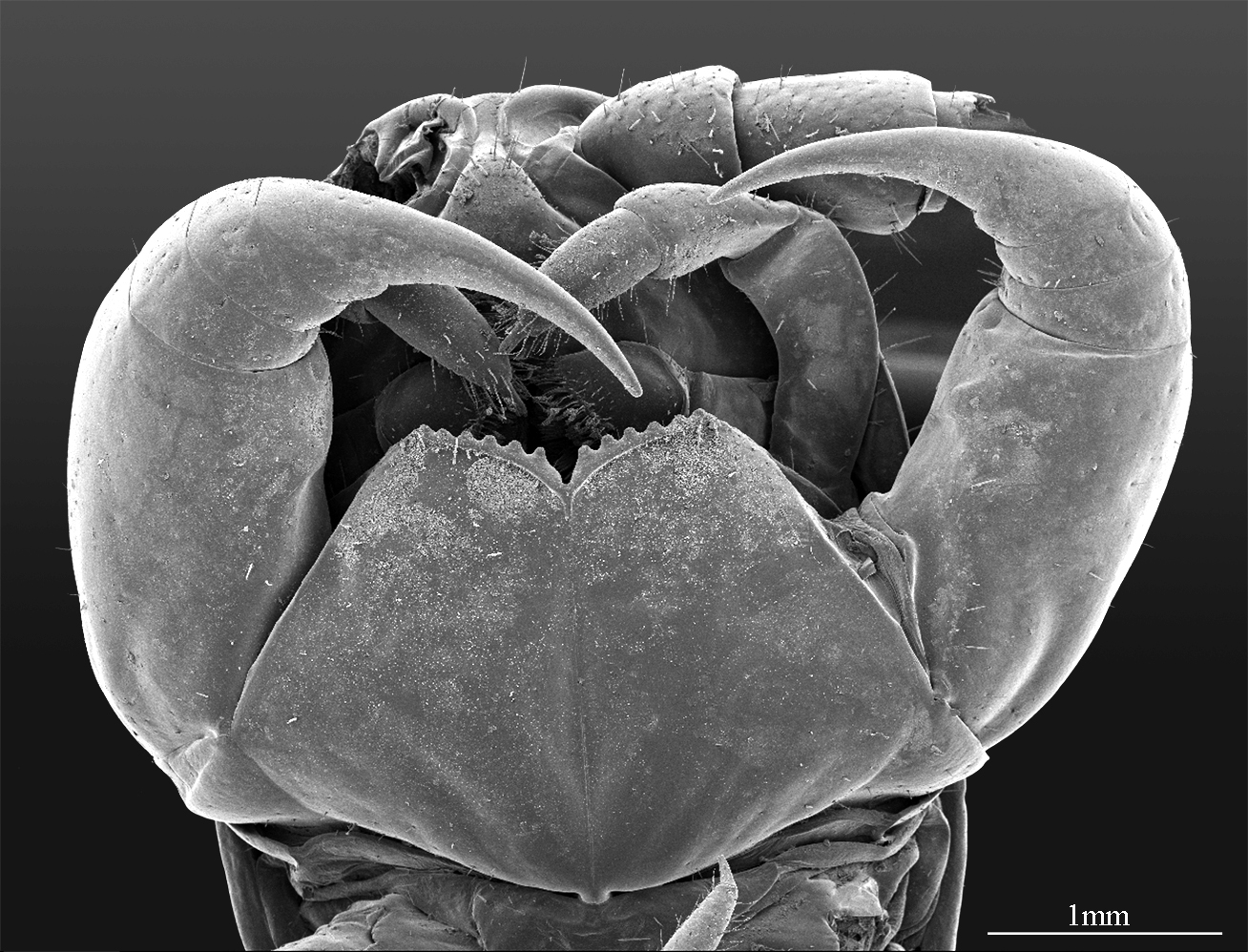
Eupolybothrus cavernicolus頭部的腹面觀

蜈蚣的頭部呈現圓或扁平狀，前端有一對觸角。蜈蚣有一對用於咬與切割的顎（Mandible），以及兩對用於品嘗與操縱食物的小顎（Maxilla）。第一對小顎包含小顎鬚，形成下唇。第一段體節的附肢從身體往前延伸，覆蓋住口器的其餘部分，這對附肢的尾端是帶有毒腺的利爪，可以幫助蜈蚣麻痺或殺死獵物。
很多物種的蜈蚣沒有眼睛，但一些蜈蚣擁有單眼，而且這些單眼有時會聚集起來形成複眼，可是這些眼睛只能分辨亮暗，沒辦法看見真正的影像。一些蜈蚣物種的第一對腿有類似觸角的功能，但不像一般動物的觸角，它們的方向是向後的。還有一些蜈蚣有嗅感器：一個由匈牙利博物學家及馬陸學家Tömösváry所發現的感覺器官，位於觸角的基部，包含一個盤狀結構以及一個被感覺細胞包圍的中央孔，它們可能用來感應振動，甚至提供聽覺。
Forcipule是蜈蚣的特徵之一，無法在其它節肢動物身上找到。Forcipule是由蜈蚣的第一對腿特化而來，是一對鉗狀附肢，位在頭部底面。Forcipule可以捕捉獵物、注射毒液，然而並不是蜈蚣真正的口器。毒液從毒腺通過導管到達Forcipule的頂端。
蜈蚣的身體包含15個以上的分節，除了從第一節延伸的顎足以及最後兩節沒有腳，剩餘每個節上有一對足。每對腳總是比它的前一對腳稍長，以確保它們不會在快速移動時互相碰撞。一些極端的例子裡，最後一對腳可能有第一對腳的兩倍長。蜈蚣的最後一節有一個尾柄，還有一個生殖器官的開口。
蜈蚣主要用觸角尋找獵物。蜈蚣的每一節通常有一個開口或氣門。牠們有一對馬氏管用來排泄廢物。
秘魯巨人蜈蚣（Scolopendra gigantea）是現存世界上最大的蜈蚣，平均長度可輕易達到30cm，最大紀錄更達到38cm，牠們食用蜥蜴、青蛙、鳥類、老鼠，甚至蝙蝠、囓齒動物與蜘蛛。

## 生命週期

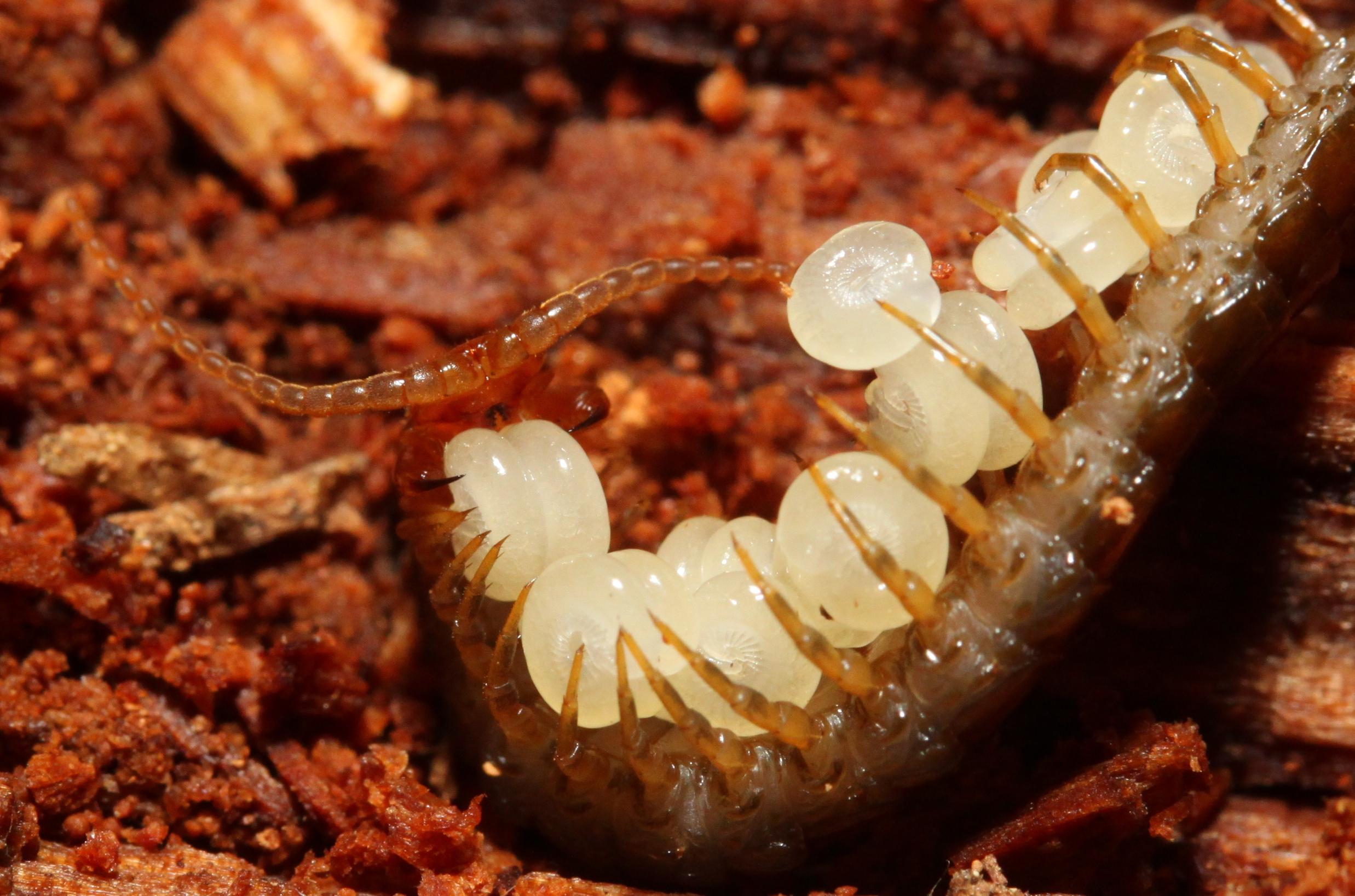
一隻雌性蜈蚣正在保護她的蛋。

蜈蚣的繁殖沒有交配的過程。公蜈蚣留下精莢給母蜈蚣。一些蜈蚣會將精莢放在網裡，然後公蜈蚣進行求偶舞，吸引母蜈蚣。其他種類的公蜈蚣則直接留下精莢給母蜈蚣。溫帶地區的蜈蚣在春夏產卵，在副熱帶與熱帶地區則比較沒有季節性。此外，還有少數已知的孤雌生殖的蜈蚣。
石蜈蚣和蚰蜒會將牠們的卵放進土壤的洞裡，母蜈蚣用土或葉子將洞覆蓋，然後離開。產下的卵約10到50顆。胚胎到孵化的發展時間不固定，可能需要一到數個月。孵化後到有繁殖能力的所花費時間也不一定，家蚰蜒（Scutigera coleoptrata）需要3年，石蜈蚣在適當的環境下可能只需一年。此外，蜈蚣比起昆蟲等其他節肢動物相對長壽，例如：歐洲石蜈蚣（Lithobius forficatus）可以活5或6年，哈氏蜈蚣（Scolopendra subspinipes）則可以活到10年以上。因為較少的卵數、長時的孕期與花費更長的時間成長，蜈蚣被學者們視為是r/K選擇理論的例子。
地蜈蚣目和蜈蚣目的母蜈蚣顯現出了更多對子代的照護。母蜈蚣會將15到60顆的卵產在土壤或朽木裡，守在一旁保護這些卵，並且舔舐它們以防止真菌感染。如果過程中受到干擾，母蜈蚣可能放棄或吃掉卵，被放棄的卵大多會被吃掉或被真菌入侵。一些品種的蜈蚣在卵出生後仍會繼續保護小蜈蚣，直到牠們成長到一定地步。一些蜈蚣目物種的子代會吃掉牠們的母親。
有關缽頭蜈蚣目的生命史則所知不多。

## 生態

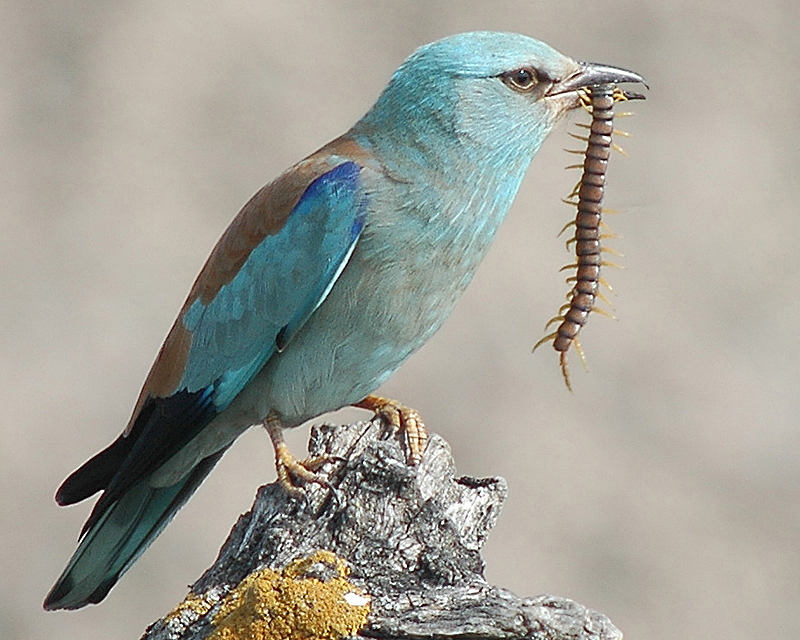
藍胸佛法僧叼著一隻蜈蚣。

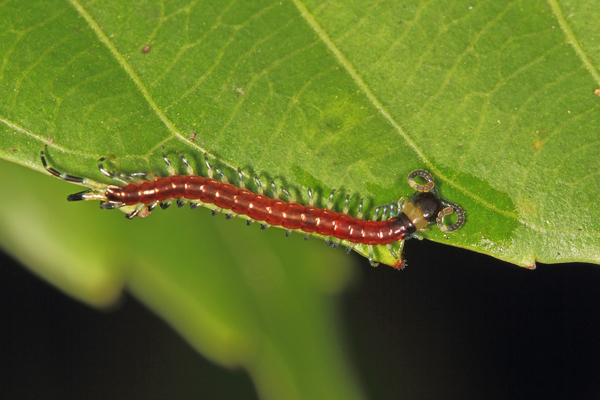
在葉子上的蜈蚣。位於印度卡納塔克邦阿貝貢。

蜈蚣是掠食性動物，且適應了獵捕多樣的生物。檢驗蜈蚣消化道的結果發現，雖然實驗室裡的飢餓蜈蚣會食用植物，但食用植物僅是蜈蚣飲食中微不足道的部分。:168
根據研究，蜈蚣大多是夜行性的，不過也有蜈蚣被觀察到在早上活動。此外，Strigamia chinophila這種蜈蚣是日行性的。我們不知道蜈蚣確切以什麼為食，這是因為蜈蚣的活動隱密，且食物多經過徹底咀嚼。實驗室裡的餵食試驗認為，蜈蚣食用幾乎任何大小合適的軟體生物。地蜈蚣的主食可能是蚯蚓，牠們挖掘土壤並且用毒爪輕易刺穿蚯蚓。觀察表明，地蜈蚣無法制伏比自己還大的蚯蚓，所以較小的蚯蚓可能占飲食中較大的比例。
蜈蚣目由於體型較大，可以捕食多種無脊椎動物與脊椎動物。已經有觀察到牠們吃爬行動物、兩棲動物、小型哺乳動物、蝙蝠和鳥類。跳蟲可能占石蜈蚣的飲食很大的比例。蚰蜒與缽頭蜈蚣的飲食鮮有人知。蜈蚣和蜘蛛可能經常捕食彼此。
許多更大的生物捕食蜈蚣，如：鸡、貓鼬、鼠、蠑螈、甲蟲和蛇。:354–356蜈蚣是許多物種的重要獵物，甚或主食。地蜈蚣是非洲的一種螞蟻Amblyopone pluto和食蜈蚣蛇（Aparallactus capensis）的主食:354–356。
蜈蚣以速度、毒爪和分泌防禦性化學物質保護自己。地蜈蚣可以從位在底面的微小腺體分泌一種會產生氰化氫及苯甲酸的黏性物質。同樣的，石蜈蚣從最後的兩雙腿分泌黏性物質。
水份的調節影響蜈蚣很大，因為牠們在乾燥環境下會劇烈流失水分，所以蜈蚣較常在潮濕的微環境裡被發現。蜈蚣無法保留住水分是因為牠們的外骨骼缺乏蠟質覆蓋，而且蜈蚣以氨的形式排泄含氮廢物，這種排泄模式需要耗費較多的水。蜈蚣以各種方式處理水分流失的問題。地蜈蚣的表面積和體積比雖然比石蜈蚣大，但是水分流失卻比較少，這可以用地蜈蚣有比較硬化的胸膜來解釋。氣門的形狀、大小和收縮能力都對水份流失速率有所影響。此外，基節孔（coxal pores）的數量和大小也會影響水份的平衡。
蜈蚣有多樣的棲地，如森林、草原和沙漠等。一些地蜈蚣棲息在沿海地帶，並且以藤壺為食。除了缽頭蜈蚣之外的所有品種都適應了洞穴環境。蜈蚣被記錄過的最高密度是600/m2，最高的生物質量是500 mg/m2濕重。小型的地蜈蚣密度最高，其次是小型的石蜈蚣。大型的石蜈蚣達20/m2。一份來自奈及利亞大草原對蜈蚣目的研究，記錄到0.16/m2、生物質量140 mg/m2濕重的赤蜈蚣（Scolopendra morsitans）。

### 食用
在中國、寮國、泰國和柬埔寨，蜈蚣也被拿來泡酒，在傳統中醫裡被作為藥酒使用。

### 對人類的危害
成年人被蜈蚣咬後，除了感到十分疼痛，可能會有嚴重腫脹、發抖、發燒與虛弱等症狀，不過不太可能致命。蜈蚣咬傷對於小孩與有過敏反應的人更具威脅，過敏者可能產生過敏性休克。較小的蜈蚣可能無法咬穿皮膚而較無威脅性。
即使是無毒的蜈蚣仍經常驚嚇到人，這是是因為牠們移動時同時動用大量的腳，而且牠們傾向於從暗中竄出，衝向人們的腳。19世紀的西藏詩警告藏傳佛教徒：「如果你以驚嚇他人為樂，那麼你將會轉世成為蜈蚣。」
事實上，蜈蚣的毒液類似蜂毒，會疼痛，但不會致命，而且大多數蜈蚣體形小，毒液量少。萬一被咬時，最好的處理是清洗及消毒傷口，冰敷可以減輕局部的腫脹及疼痛，幾天後疼痛消失即痊癒。少數人會有較劇烈的症狀，如紅腫、淋巴腺腫大等，這其實是傷口被細菌感染，應馬上就醫。
蜈蚣有護卵的行為，因此有時會發現大蜈蚣照顧其小蜈蚣，導致族群數量快速增加，而家中可能有其他生物滋生，由於其肉食性高級掠食者的成分，原則上算是還有相當益處，主要問題在於因為蚊蟲與濕氣重，吸引蜈蚣獵尋與棲息，因此要記得時常保持乾燥與整潔，預防蜈蚣入侵住家為主。

## 演化
|          | 缽頭蜈蚣目                                          |
|          |                                                     |
| 整形亞綱 | \| \| 蜈蚣目 \| \| \| \| \| \| 地蜈蚣目 \| \| \| \| |
|          | \| \| 蜈蚣目 \| \| \| \| \| \| 地蜈蚣目 \| \| \| \| |
|          | 蜈蚣目                                              |
|          |                                                     |
|          | 地蜈蚣目                                            |
|          |                                                     |

|  | 蜈蚣目   |
|  |          |
|  | 地蜈蚣目 |
|  |          |

|          | 缽頭蜈蚣目                                          |
|          |                                                     |
| 整形亞綱 | \| \| 蜈蚣目 \| \| \| \| \| \| 地蜈蚣目 \| \| \| \| |
|          | \| \| 蜈蚣目 \| \| \| \| \| \| 地蜈蚣目 \| \| \| \| |
|          | 蜈蚣目                                              |
|          |                                                     |
|          | 地蜈蚣目                                            |
|          |                                                     |

|  | 蜈蚣目   |
|  |          |
|  | 地蜈蚣目 |
|  |          |

|          | 缽頭蜈蚣目                                          |
|          |                                                     |
| 整形亞綱 | \| \| 蜈蚣目 \| \| \| \| \| \| 地蜈蚣目 \| \| \| \| |
|          | \| \| 蜈蚣目 \| \| \| \| \| \| 地蜈蚣目 \| \| \| \| |
|          | 蜈蚣目                                              |
|          |                                                     |
|          | 地蜈蚣目                                            |
|          |                                                     |

|  | 蜈蚣目   |
|  |          |
|  | 地蜈蚣目 |
|  |          |

|          | 缽頭蜈蚣目                                          |
|          |                                                     |
| 整形亞綱 | \| \| 蜈蚣目 \| \| \| \| \| \| 地蜈蚣目 \| \| \| \| |
|          | \| \| 蜈蚣目 \| \| \| \| \| \| 地蜈蚣目 \| \| \| \| |
|          | 蜈蚣目                                              |
|          |                                                     |
|          | 地蜈蚣目                                            |
|          |                                                     |

|  | 蜈蚣目   |
|  |          |
|  | 地蜈蚣目 |
|  |          |

蜈蚣的化石記錄可以追溯到4.3億年前的晚志留世。蜈蚣所屬的唇足綱為多足亞門的一綱，其下除了本綱外還包含倍足綱、少足綱和綜合綱。已知最早的陸生動物之一紐氏呼氣蟲（Pneumodesmus newmani）便隸屬於多足亞門。
唇足綱共有分為5個目：蚰蜒目（Scutigeromorpha）、石蜈蚣目（Lithobiomorpha）、缽頭蜈蚣目（Craterostigmomorpha）、蜈蚣目（Scolopendromorpha）及地蜈蚣目（Geophilomorpha）。這些目根據共有衍徵統一到各個分支裡。
1. 第一頭部後側的附肢演化成毒爪。
2. 第二個顎上的胚胎表皮有一個卵齒。
3. 轉節與前腿節間的關節是固定的。
4. 精子的核心上有一個螺旋狀的脊。

以往將唇足綱根據成長模式分成異形亞綱（Anamorpha，含石蜈蚣目和蚰蜒目）與整形亞綱（Epimorpha，含地蜈蚣目和蜈蚣目），而缽頭蜈蚣目的地位則不確定。現在的進化分析使用分子和形態學支持以前的分類方式，整形亞綱仍為Pleurostigmophora演化支下的單系群，不過異形亞綱是並系群。
根據DNA和蛋白質分析可將唇足綱分為Notostigmophora和Pleurostigmophora兩個演化支，前者包含蚰蜒目，後者包含其它四個目，兩者的主要差異是Notostigmophora在中央背上有氣門。
地蜈蚣目已被用來討論進化的發展限制。地蜈蚣隨物種的不同有個種數量的節數，牠們如同所有的蜈蚣，都只能有奇數對的腳，而且在地蜈蚣目當中，節數範圍從27到191節，絕無偶數。

## 分類

### 異形亞綱（Anamorpha）
不具育幼行為，幼體的體節數較成體來得少，成體均有15對足。

#### 蚰蜒目（Scutigeromorpha）
蚰蜒的身體分為15節，每節各有一對腳。牠們的移動速度很快，而且能承受高速掉落：以每秒15個身長的速度掉落仍能倖存。牠們是唯一保留了原始複眼的蜈蚣。其它種類的蜈蚣因為適應穴居而導致複眼退化，這個特點在系統發生的分析上有很大的作用。
蚰蜒目是Notostigmomorpha演化支下唯一的分類群，特徵是在每個背板上有一個單一氣門，一些種類的蚰蜒在中央背線上有不成對、較靠近背板後側的氣門。唇足綱的另一個演化支Pleurostigmomorpha在氣門的演化上更為先進，其下物種的體側有更多的氣門。
蚰蜒目分為三個科：Psellioididae、蚰蜒科（Scutigeridae）和Scutigerinidae。Pselliodidae科只含幾個物種，都屬於Sphendononema屬，牠們分布於新熱帶界和熱帶非洲。Scutigerinidae科包含四個物種，分別屬於Scutigerina及Madagassophora屬，分布於非洲南部和馬達加斯加。其餘所有的蚰蜒物種都屬於蚰蜒科，其下分為兩個亞科：蚰蜒亞科（Scutigerinae）和Thereuoneminae亞科。

#### 石蜈蚣目（Lithobiomorpha）
石蜈蚣目與蚰蜒目一樣在成熟時都有15節的軀幹。石蜈蚣已失去複眼，只剩一個或一組單眼，有些甚至沒有眼睛。牠們有成對的氣門，可以在體側找到。每一段有腳的節都有一個獨立的背板。石蜈蚣的觸角和足比蚰蜒來得短。
本目底下包含長腳石蜈蚣科（Henicopidae）和石蜈蚣科（Lithobiidae）兩個科。

#### 缽頭蜈蚣目（Craterostigmomorpha）
缽頭蜈蚣目又稱杯蜈蚣目，本目底下的演化分支很少，僅包含兩個現存的物種，都屬於缽頭蜈蚣屬（Craterostigmus）。其地理分布範圍僅侷限於塔斯馬尼亞島和紐西蘭。牠們的成長過程只有兩個階段，第一次蛻皮從12節成長到15節。由於缽頭蜈蚣目的低多樣性，加上其界於原始蜈蚣和較進化的整形亞綱蜈蚣間的特殊演化地位，牠們被類比為像鴨嘴獸一樣在單一演化支上的倖存者。
由於缽頭蜈蚣和整形亞綱蜈蚣一樣具有育幼的行為，因此科學家兩者共同置於Phylactometria這個演化支下。育幼行為被認為與蜈蚣的胸孔有關，胸孔會分泌黏稠或有毒的分泌物，可以驅除掠食者和寄生蟲。在泥盆紀地層發現的Devonobius化石上發現了這類胸孔，於是該古生物被歸入此演化支，使本演化支的起源時間可追溯至375萬年前以上。

### 整形亞綱（Epimorpha）
具有育幼行為，幼體與成體體節數相同。

#### 蜈蚣目（Scolopendromorpha）
蜈蚣目物種又稱「熱帶蜈蚣」（tropical centipedes），身體分為21至23節（Scolopendropsis duplicata是例外，有39或43節），以及同樣對數的腳。牠們的觸角分節數達17以上。
蜈蚣目包含蜈蚣科（Scolopendridae）、盲蜈蚣科（Cryptopidae）、棘盲蜈蚣科（Scolopocryptopidae）、單眼蜈蚣科（Mimopidae）以及Plutoniumidae等五個科。幾乎所有蜈蚣科物種的頭部兩側都各有4隻單眼；單眼蜈蚣科只含單眼蜈蚣屬（Mimops）一屬，其頭部兩側各只有1隻單眼，而其他三科的蜈蚣都沒有眼睛。

#### 地蜈蚣目（Geophilomorpha）
地蜈蚣目物種的身體有27個以上的體節附有一對腳。牠們都沒有眼睛，也都沒有視覺。地蜈蚣的每個有腳的節上都有氣門，其它目的蜈蚣僅於第3、5、8、10、12和14節上有氣門。觸角分為14節。
本目的物種多樣性最高，包含180個屬約1260個物種。其下分為兩個亞目：Placodesmata和Adesmata。Placodesmata亞目僅由長頭地蜈蚣科（Mecistocephalidae）一科組成，而Adesmata亞目包含地蜈蚣總科（Geophiloidea）及革地蜈蚣總科（Himantarioidea）。地蜈蚣總科下有地蜈蚣科（Geophilidae，含Aphilodontidae、粗節地蜈蚣科(Chilenophilidae)、Linotaeniidae、Dignathodontidae和Macronicophilidae）、Zelanophilidae以及Gonibregmatidae（含Neogeophilidae和Eriphantidae）三科；而革地蜈蚣總科則包含小頭地蜈蚣科（Oryidae）、革地蜈蚣科（Himantariidae）、有顎齒地蜈蚣科（Schendylidae，含投射蜈蚣科(Ballophilidae)）三科。

### 目及科
- 蚰蜒目 Scutigeromorpha
  - 蚰蜒科 Scutigeridae
  - Psellioididae
  - Scutigerinidae
- 石蜈蚣目 Lithobiomorpha
  - 長腳石蜈蚣科 Henicopidae
  - 石蜈蚣科 Lithobiidae
- 缽頭蜈蚣目 Craterostigmomorpha
  - 缽頭蜈蚣科 Craterostigmidae
- 蜈蚣目 Scolopendromorpha
  - 盲蜈蚣科 Cryptopidae
  - 蜈蚣科 Scolopendridae
  - 棘盲蜈蚣科 Scolopocryptopidae
  - 單眼蜈蚣科 Mimopidae
  - Plutoniumidae
- 地蜈蚣目 Geophilomorpha
  - 長頭地蜈蚣科 Mecistocephalidae
  - 小頭地蜈蚣科 Oryidae
  - 有顎齒地蜈蚣科 Schendylidae
  - 革地蜈蚣科 Himantariidae
  - 地蜈蚣科 Geophilidae
  - Zelanophilidae
  - Gonibregmatidae

## 中國古代文獻記載
又作吴公，又稱百足蟲、百腳蟲、蝍蛆、天龙。
《本草綱目》曰：“蜈蚣，西南處處有之，春出冬蟄，節節有足，雙鬚岐尾。”，通常身體很長，並且有許多對步足。《本草衍義》稱：“蜈蚣背光黑綠色，足赤，腹下黃。”
《玉篇‧廣韻》載：“蝍蛆能食蛇，亦名蜈蚣。”
中医入药的蜈蚣是大型的少棘蜈蚣（Scolopendra subspinipes mutilans），但因本有劇毒，所以服用须嚴格遵照医嘱。
羅願《爾雅翼》云：“蜈蚣生深山枯木中者，遇天將雨，群就最高處，作拏空欲奮之狀。”
传言古時即有人以蜈蚣為食物，亦入饌於滿漢全席。

## 圖集

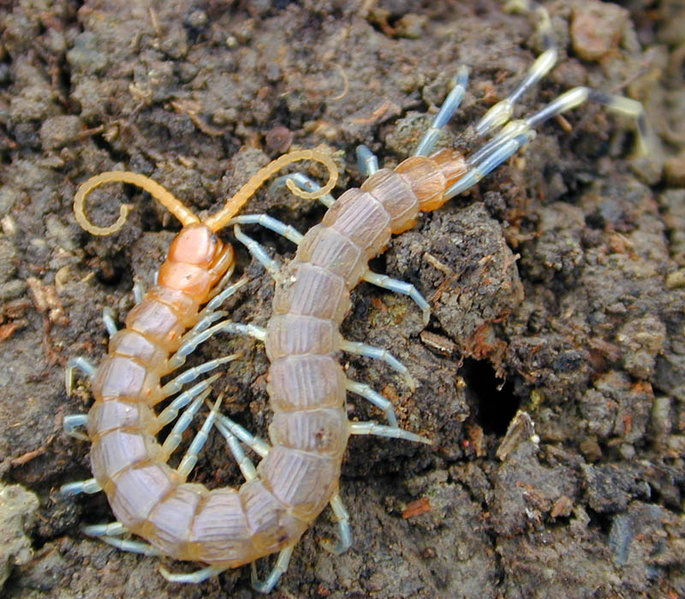
夏威夷歐胡島Kawai Nui 沼澤的蜈蚣
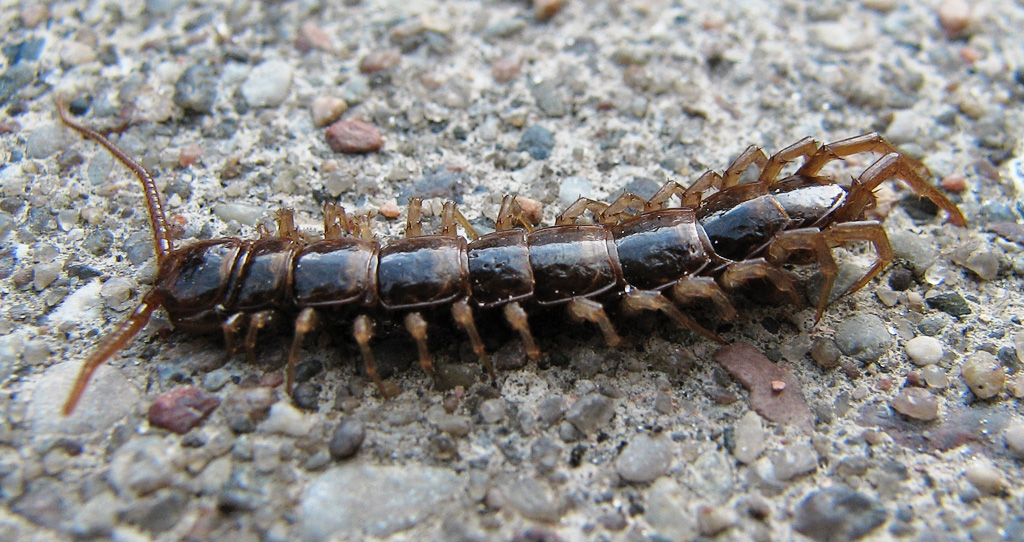
歐洲蜈蚣 Lithobius forficatus
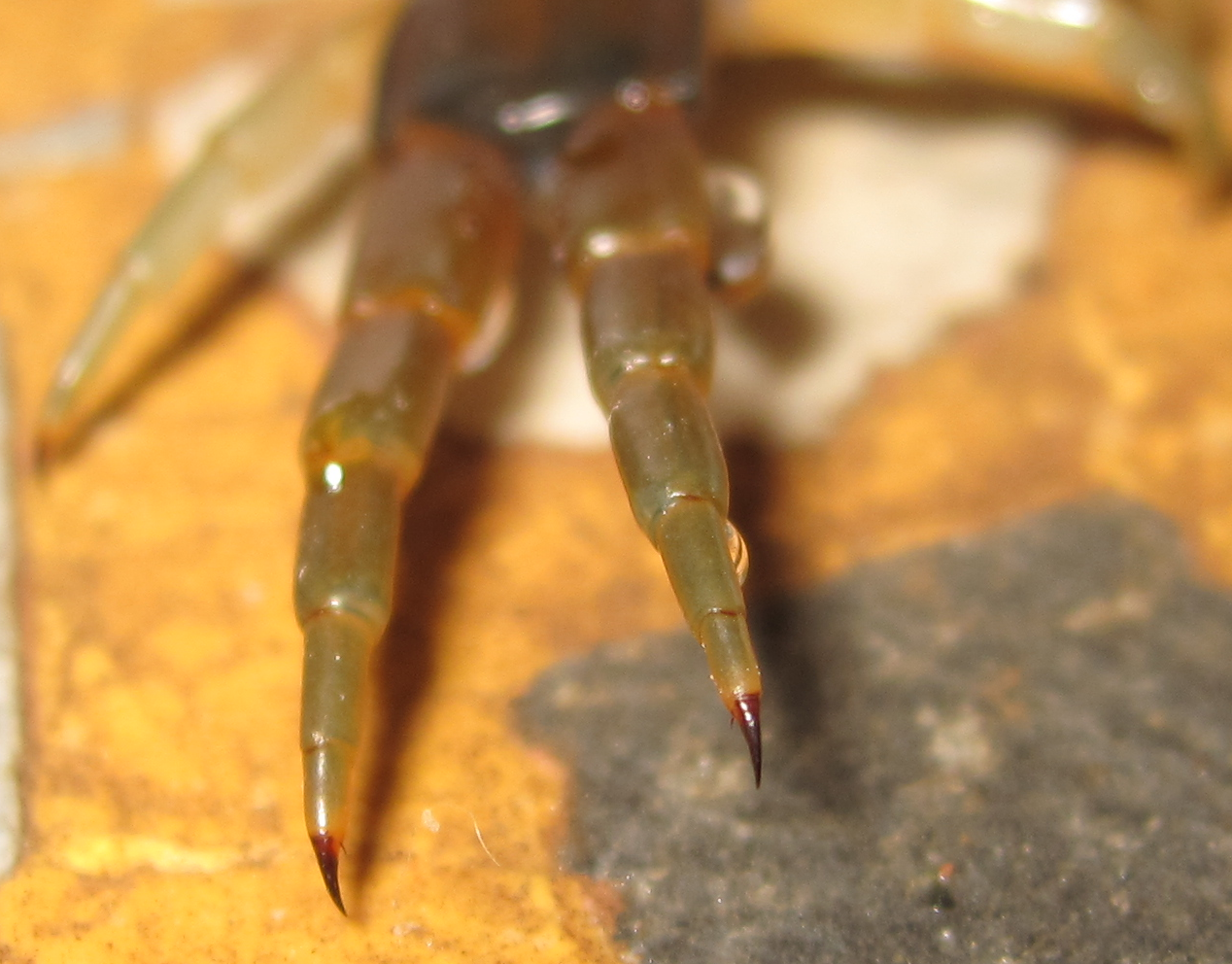
蜈蚣最後一對足的特寫。

## 外部連結
- 蜈蚣 中藥材圖像數據庫  (香港浸會大學中醫藥學院) （中文）（英文）
- 蜈蚣 Wu Gong （页面存档备份，存于） 中藥標本數據庫 (香港浸會大學中醫藥學院) （繁體中文）（英文）